# Omphalodes
Omphalodes es un género de plantas con flores perteneciente a la familia Boraginaceae. Comprende 83 especies descritas y de estas solo 9 aceptadas.

## Taxonomía
El género fue descrito por Philip Miller y publicado en The Gardeners Dictionary...Abridged...fourth edition vol. 2. 1754. La especie tipo es: Lepidocordia punctata Ducke	

## Especies aceptadas
A continuación se brinda un listado de las especies del género Omphalodes aceptadas hasta septiembre de 2013, ordenadas alfabéticamente. Para cada una se indica el nombre binomial seguido del autor, abreviado según las convenciones y usos.
- Omphalodes acuminata B.L. Rob.
- Omphalodes aliena A. Gray ex Hemsl.
- Omphalodes cardiophylla A. Gray ex Hemsl.
- Omphalodes chiangii L.C. Higgins
- Omphalodes erecta I.M. Johnst.
- Omphalodes linifolia (L.) Moench
- Omphalodes mexicana S. Watson
- Omphalodes nitida
- Omphalodes richardsonii G.L. Nesom
- Omphalodes rupestris Rupnr. ex Boiss.
- Omphalodes verna